# ベルナト・マルトレル

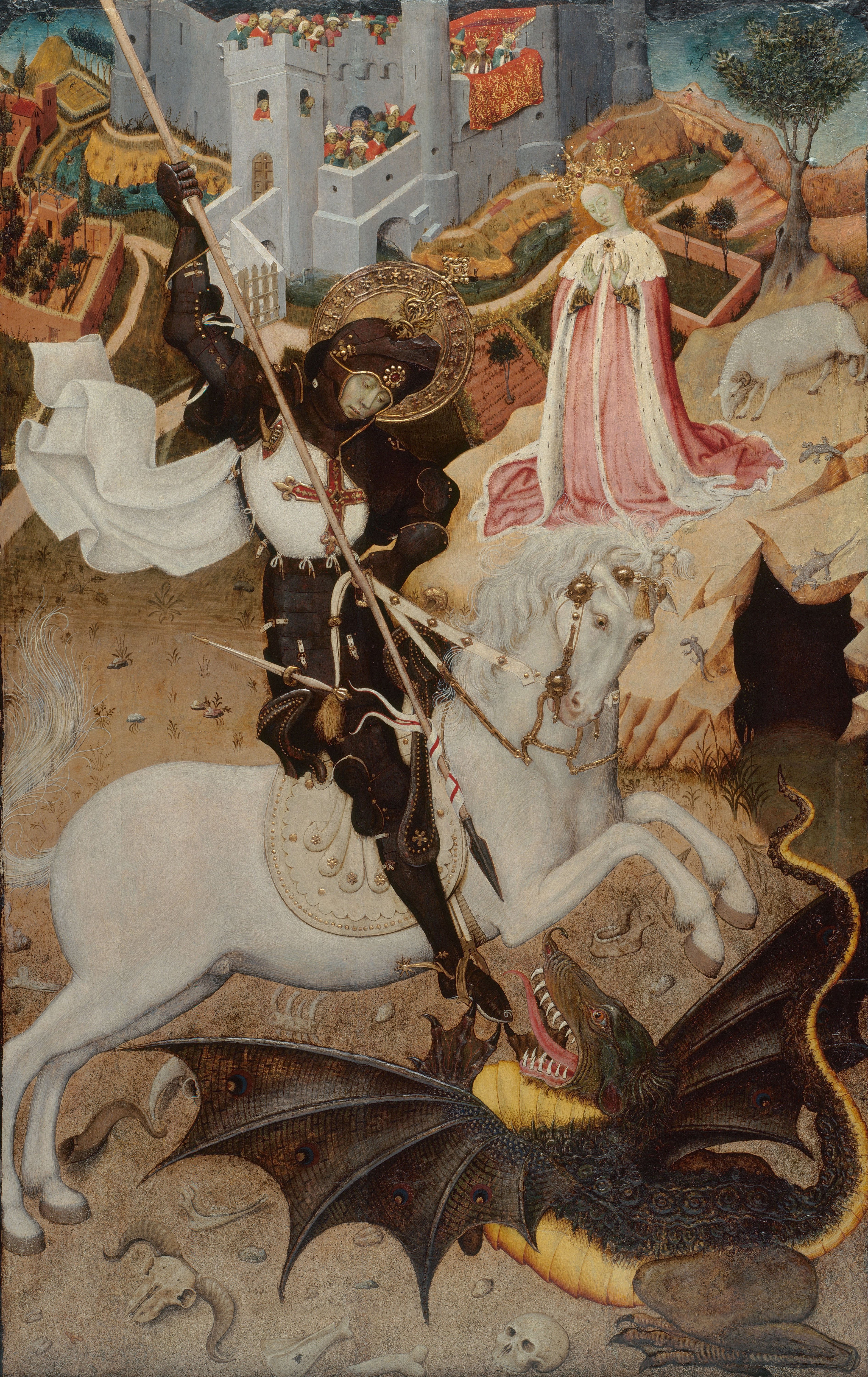
『ドラゴンを倒す聖ゲオルギオス』 1430年-1435年 (シカゴ美術館)

ベルナト・マルトレル (Bernat Martorell 1390年頃 サント・セロニ-1452年 バルセロナ) は、スペイン・バルセロナの画家。カタルーニャにおける国際ゴシック様式を代表する最も重要な画家とされる 。祭壇の背障や写本の挿絵を描いた上、彫刻の制作や、刺繍品のためのデザインも行っていた。

## 生涯

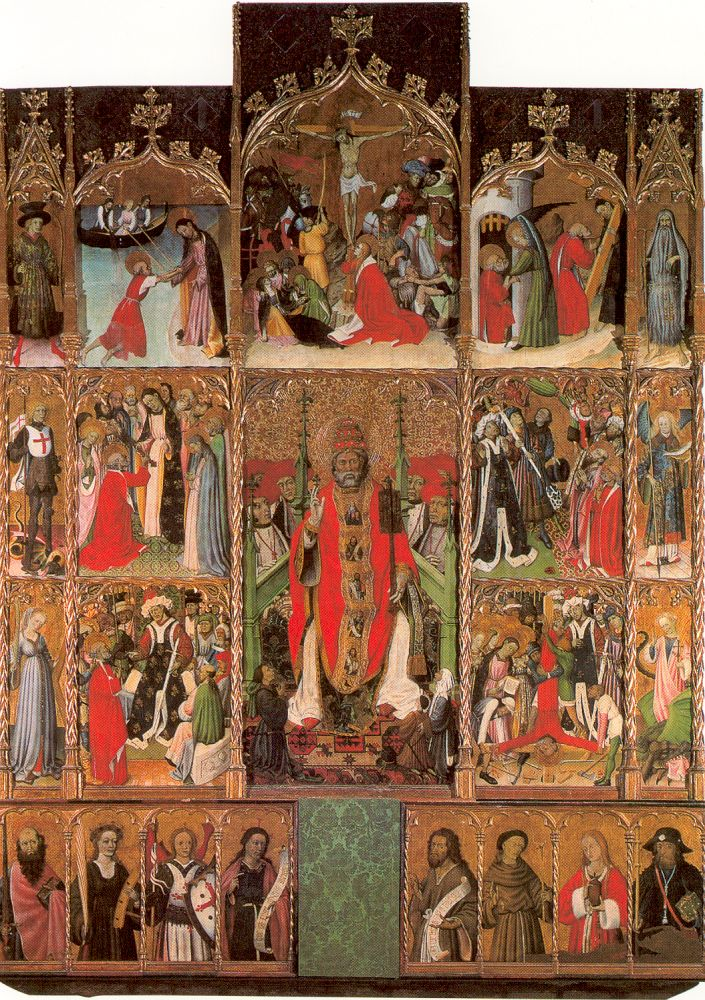
『プボルの聖ペールの背障』 1430年代終 (ジローナ美術館)

1427年以前の生涯はほとんど知られていないが、15世紀中期にはマルトレルはカタルーニャにおける先駆的な画家の一人になっていた。マルトレルのその様式は、 ルイス・ボラッサのようなそれ以前のカタルーニャゴシックの画家とは対照的で異なったものである。彼の伝記にその証拠となる記録が記されているわけではないものの、当時のフランドルの絵画に近しい特徴を見ることができる。一方でピサネロ、サセッタ、ジェンティーレ・ダ・ファブリアーノら当時のイタリアの画家達とマルトレルの間にある様式的な類似点については、いかなる文献的な証拠も残されていない。
カブレラ・デ・マールの『洗礼者ヨハネの背障』（バルセロナ私立博物館蔵）は、マルトレルによる作だとされる。もし彼がこの背障を実際に描いていたとするならば、カタルーニャの他の国際ゴシック様式の画家たちとマルトレルとの間にある様式の差異を説明することができる。しかしながらマルトレルがこれを描いたとする文献的な証拠も無く、作者については論争がなされている。
マルトレルの現存する初期の作品としては、彼の守護聖人が描かれた『ドラゴンを倒す聖ゲオルギオス』（パネルにテンペラ,シカゴ美術館蔵）が、制作された1430年代初頭の時点で既に卓越した画家によってのみなされるような複雑な構成と豊かな色彩、細部の表現を示している。これに見られるような細部表現はマルトレル以前のカタルーニャ・ゴシック美術には存在していなかった。
また同時期に、マルトレルは詩篇と時祷書に向けての挿絵を制作するとともに、『キリストの受難の飾台』（バルセロナ大聖堂博物館蔵）を描いていた。『聖ヴィンセントの背障』（全体が現存）と『シラクサの聖ルチアの背障』（中央上部は他の画家によって描かれたとされる）の2点の祭壇画も同じく1430年代に描かれているようである。
1437年にはマルトレルはプボルの教会のための祭壇画（『プボルの聖ペールの背障』）の制作に着手する。この祭壇画は聖ペトロに向けてのもので、現在はジローナ美術館に収蔵されており、マルトレルによって記された文書の残る唯一の作品である。その背障は1440年代の始めに完成した。非常に似通った様式が、ヴィナイサの教区教会にある『聖ヨハネの背障』やポブラ・デ・セルヴォーレスの『聖ミカエルの背障』にも見られる。ここに見られる様式はマルトレルの初期の作品よりも、細部に対するこだわりがよりはっきり現れている。
1445年から1452年の間に、マルトレルはサンタ・エウラリア大聖堂の『キリストの変容の背障』とサンタ・マリア・ダル・マル教会聖堂の『聖マリアの背障』を制作している。
またマルトレルは、カタルーニャ自治統領館のカペラ・ディ・サン・ジョルディで保存されている、刺繍家アントニオ・サドゥルニが1450年から1451年の間に制作した聖ゲオルギウスの祭壇用の掛け布のデザインを提供したと推定されている。

## 作品
- 『洗礼者ヨハネの斬首とヘロデに首を捧げるサロメ』
- 『キリストの降誕』
- 『聖ヨハネの祭壇画』（カタルーニャ美術館）
- 『ドラゴンを倒す聖ゲオルギオス』（シカゴ美術館）